# مسابقات پایانی انجمن تنیس حرفه‌ای
مسابقات پایانی تور تنیس مردان پس از مسابقات چهارگانه گرند اسلم مهم‌ترین تورنمنت تنیس مردان است که هر ساله در پایان فصل انجام می‌شود.
این مسابقات که یک هفته به طول می‌انجامد هر ساله در ماه نوامبر در مجموعه O2 در شهر لندن برگزار می‌گردد. مسابقات فینال تور جهانی آخرین تورنمنت یک فصل تنیس است که به رقابت هشت تنیس‌باز برتر سال اختصاص دارد. در بخش دونفره نیز هشت تیم برتر با هم رقابت می‌کنند. این مسابقات در سال ۱۹۷۰ شروع به کار کرد.
نواک جوکوویچ تنیس‌باز صربستانی با ۷ عنوان رکورد بیشترین قهرمانی را در این مسابقات در دست دارد. در بخش دونفره جان مک‌انرو و پیتر فلمینگ با هفت عنوان رکوردار هستند.
قهرمان این رقابت‌ها در صورتی که تمامی بازی‌های مرحله گروهی خود را با پیروزی پشت سر بگذارد در مجموع ۱۵۰۰ امتیاز کسب می‌کند. هر برد در مرحله گروهی ۲۰۰ امتیاز دارد.

## فرمت برگزاری
تعداد هشت بازیکن حاضر در مسابقات ابتدا در دو گروه چهار نفره با یک‌دیگر رقابت می‌کنند و دو نفر برتر هر گروه در مرحله نیمه‌نهایی به صورت ضربدری با یک‌دیگر مسابقه می‌دهند تا فینالیست‌ها مشخص گردد. در بخش دونفره نیز مسابقات به همین شیوه انجام می‌گیرد.

## مسابقات سال ۲۰۱۸
۴۹مین دوره مسابقات پایانی تور تنیس مردان از تاریخ ۱۱ تا ۱۸ ماه نوامبر سال ۲۰۱۸ در ورزشگاه O2 آرنا در شهر لندن پایتخت انگلستان برگزار می‌شود. این مسابقات در داخل سالن و بر روی زمین سخت (هارد کورت) بازی می‌شود.

## گروه‌بندی مسابقات در سال ۲۰۱۸
گروه‌های رده انفرادی این دوره از مسابقات به افتخار دو قهرمان پیشین تنیس، گوگا کوئرتن و لیتون هیوئیت نام‌گذاری شده‌است.
| گروه گوستاو کوئرتن |
| ------------------ |
| نواک جوکوویچ       |
| الکساندر زورف      |
| مارین چیلیچ        |
| جان ایزنر          |

| گروه لیتون هیوئیت |
| ----------------- |
| راجر فدرر         |
| کوین اندرسون      |
| دومینیک تیم       |
| کی نیشیکوری       |

## تاریخچه مسابقات
مسابقات فینال تورج هانی در سال ۱۹۷۰ یعنی ۴۸ سال پیش شروع به کار کرد. این رقابت‌ها تا سال ۱۹۷۶ در شهرهای مختلفی چون توکیو، پاریس، بارسلونا، بوستون، ملبورن، استکهلم و هیوستون میزبانی شد و از سال ۱۹۷۷ تا پایان دهه ۸۰، شهر نیویورک به مدت ۱۳ سال پذیرای بهترین تنیس‌بازان جهان در این مسابقات بود.
در دهه ۹۰ این مسابقات به «ATP Tour World Championships» تغییر نام داد و به مدت ۱۰ سال در فرانکفورت (۱۹۹۰-۱۹۹۵) و هانوفر (۱۹۹۶-۱۹۹۹) آلمان برگزار گردید. در آغاز قرن بیست‌ویکم، عنوان این مسابقات به «Tennis Masters Cup» تغییر کرد و تا سال ۲۰۰۸ شهرهایی چون لیسبون، سیدنی، هیوستون و شانگهای میزبانی از این رقابت‌های معتبر را برعهده داشتند.
در سال ۲۰۰۹ میزبانی سری جدید این تورنمنت تحت عنوان «ATP World Tour Finals» به بریتانیا واگذار شد. سال ۲۰۱۸، دهمین سالی است که فینال تور تنیس مردان در شهر لندن انجام می‌گیرد و برگزاری این مسابقات تا سال ۲۰۲۰ در پایتخت انگلستان قطعی است. فینال تور جهانی تنیس مردان یکی از معتبرترین مسابقات تنیس به حساب می‌آید و از آن با نام «گرند اسلم پنجم» یاد می‌شود.